# Hongan-ji
Hongan-ji (本愿寺? Templul Legământului) este un templu budist din orașul Kyoto, din Japonia. Templul este sediul școlii budiste Jōdo Shinshū. Acest templu face parte din complexul Monumente istorice ale vechiului Kyoto (orașele Kyoto, Uji și Otsu), inclus în Partimoniul Mondial UNESCO.

## Istorie
Hongan-ji a fost construit în anul 1321, pe locul unde a fost îngropat Shinran, fondatorul școlii Jōdo Shinshū. Templul a fost construit de către Kakunyo (1270-1351), al III-lea monshu (patriarh) al sectei și succesorul lui Shinran, dedicându-l lui Buddha Amida.
În secolul al XV-lea, în timpul lui Rennyo (1415-1499), al VIII-lea monshu, secta Jōdo Shinshū este foarte influentă, iar Hongan-ji devine unul dintre cele mai importante temple din Japonia. Influența tot mai mare a sectei a devenit o amenințare la adresa altei secte budiste, secta Tendai, care a atacat de trei ori templul cu armata sa de călugări războinici (sōhei). În anii următori, Oda Nobunaga a încercat și el să distrugă templul din cauza puterii sale religioase, însă fără succes.
În anul 1602, imediat după ce devine shogun, Ieyasu Tokugawa, din cauză că secta Jōdo Shinshū devenise foarte puternică și avea mulți adepți, el ordonă împărțirea templului Hongan-ji în alte două temple: Nishi Hongan-ji (Templul de Vest al Legământului, templul original unde se află sediul lui monshu) și Higashi Hongan-ji (Templul de Est al Legământului). Împreună cu împărțirea templului, și secta Jōdo Shinshū a fost împărțită în alte două sub-secte.